# Ngô Đăng Duy

Nhạc sĩ Ngô Đăng Duy năm 2015

Ngô Đăng Duy (sinh năm 1976) là nhạc sĩ người Việt Nam, sinh tại Lâm Đồng, hiện đang sống tại thành phố Hồ Chí Minh. Bắt đầu sáng tác nhạc từ khi còn là sinh viên đại học Đà Lạt, các ca khúc của Ngô Đăng Duy đa phần viết về tình yêu đôi lứa với chất liệu âm nhạc gần gũi, dễ đi vào lòng người.
Ngô Đăng Duy là nhạc sĩ gần như đứng bên ngoài các xu hướng âm nhạc thị trường đang thịnh hành. Điều này khiến anh không nổi tiếng như nhiều cây viết khác nhưng cũng xác lập cho anh một cá tính riêng theo xu hướng hữu xạ tự nhiên hương. Ngô Đăng Duy từng viết ca khúc cho nhiều giọng ca có chất lượng như Xuân Phú, Mai Quốc Việt, Vân Khánh, Quốc Đại,…và từng có album riêng với các giọng hát này.
Các album đã phát hành: Xuân Phú (Ru – 2010, Ru 2 – 2017); Trọng Bắc (Kỷ Niệm Xanh Xao - chung với nhạc Phạm Duy - 2016); Mai Quốc Việt (Còn Yêu Thì Cứ Yêu Nhau Đi – 2015), Nguyễn Đình Thanh Tâm (Ở Lại Mùa Đông - 2017, Mong Xuân - 2018)
Nhạc sĩ Việt Anh, người biên tập cho album Kỷ Niệm Xanh Xao của ca sĩ Trọng Bắc, cho biết: "Tôi tìm thấy những nét tương đồng trong cách phát triển hợp âm, tiết tấu, giai điệu của cả hai nhạc sĩ (Phạm Duy và Ngô Đăng Duy). Lời ca và giai điệu trong âm nhạc của họ cũng rất nên thơ theo cách riêng của mình".
Bên cạnh sáng tác, nhạc sĩ Ngô Đăng Duy còn là nhà sản xuất thành công nhiều chương trình ca nhạc, để lại dấu ấn trong làng giải trí; như liveshow Những mùa hoa bỏ lại (2016); Dòng sông lơ đãng (2016). Năm 2015, anh cũng đã tổ chức đêm nhạc riêng tại thành phố Pleiku với sự tham gia của ca sĩ Mai Quốc Việt.
1. ↑  "Ca sĩ Trọng Bắc trình diễn live ca khúc mới toanh "Kỷ niệm xanh xao"". Thế giới Văn Hoá.
2. ↑  "Nghe Trọng Bắc hát nhạc Phạm Duy, Ngô Đăng Duy". Tuổi Trẻ.
3. ↑  ""Thổn thức" với Ngô Đăng Duy và Mai Quốc Việt tại phố núi Pleiku". An Ninh Thủ Đô.